# Imprimante LED

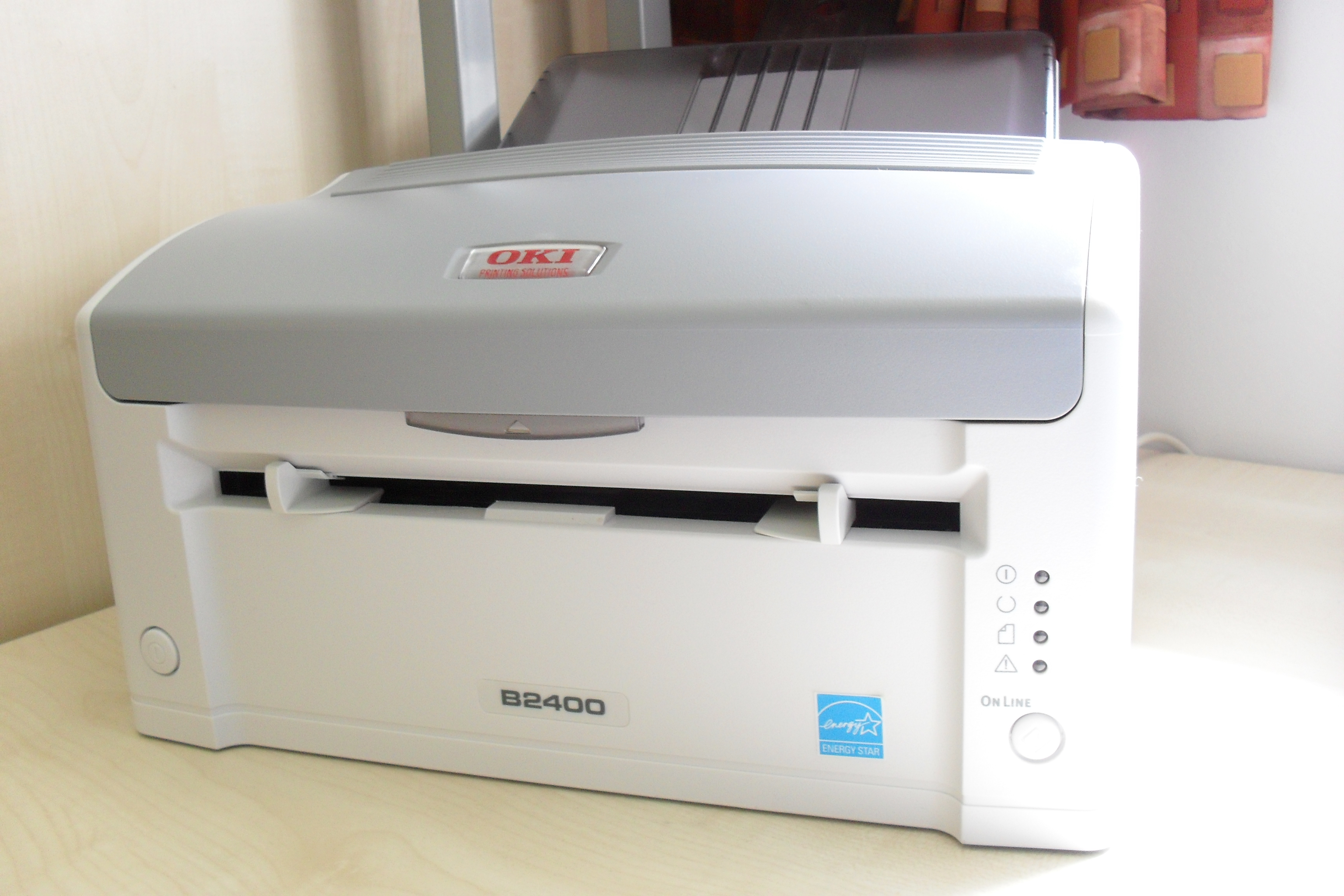
OKI : imprimante LED

Une imprimante à diodes électroluminescentes, imprimante LED ou imprimante DEL, est un type d'imprimante similaire à une imprimante laser mais qui utilise des diodes électroluminescentes (DEL/LED) à la place d'un laser.
Les diodes électroluminescentes sont plus efficaces mécaniquement que les imprimantes laser normales[réf. nécessaire] puisqu'il y a peu de pièces mobiles. Selon la conception, les imprimantes à diodes électroluminescentes peuvent avoir des vitesses plus rapides de copie que les imprimantes laser et sont généralement moins chères.